# 王季同
王季同（1875年—1948年），字小徐，男，江苏吴县人，中国电机工程学家、佛教居士。

## 家族
父亲王颂蔚，母亲王谢长达，哥哥王季烈。子女王淑贞、王守竞、王明贞、王守璨、王守融、王守武、王守觉等。